# Robert (búp bê)

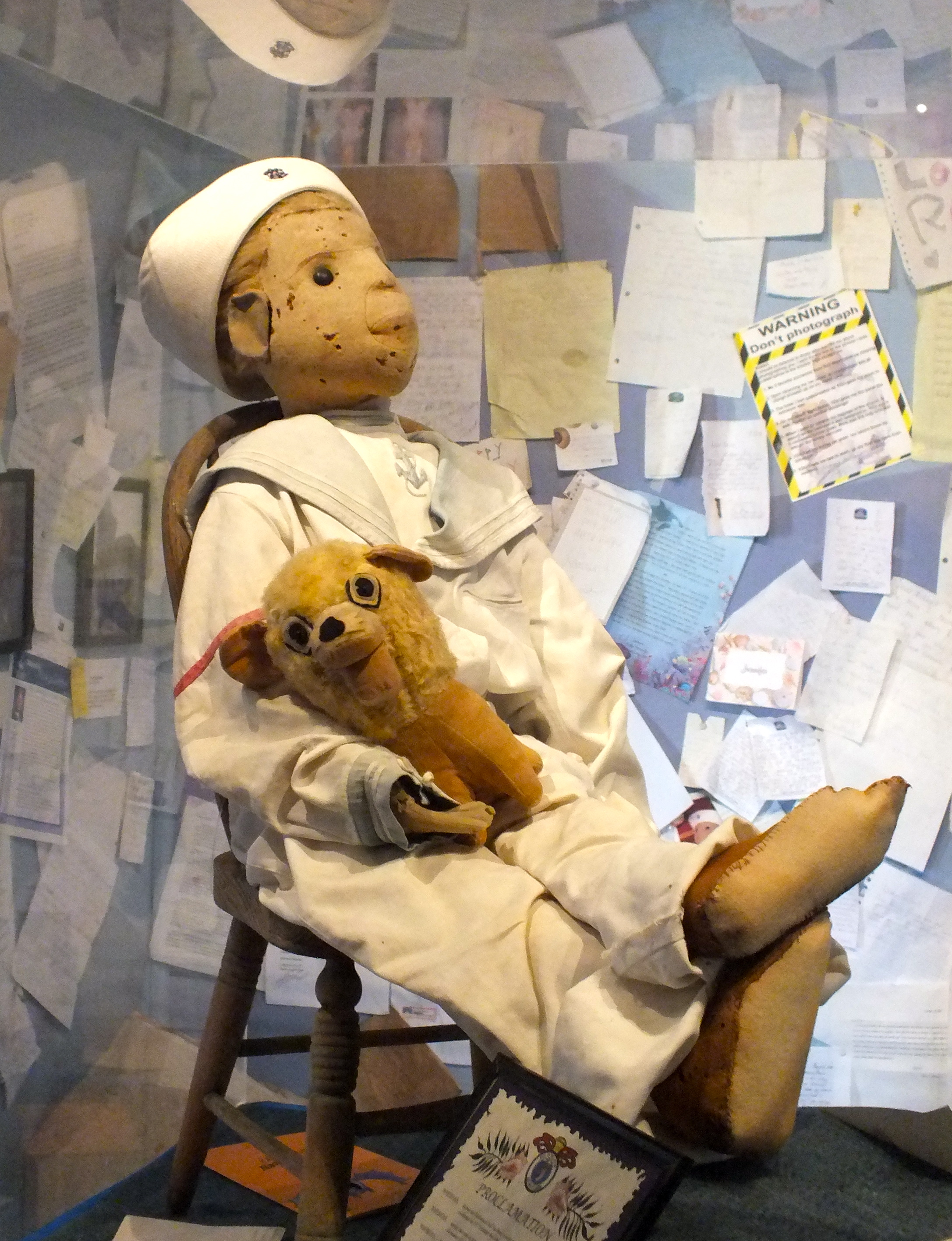
Búp bê Robert

Robert  là một cáo buộc cho rằng đây là một con búp bê bị ma ám được trưng bày tại Bảo tàng East Martello. Robert đã từng thuộc sở hữu của Key West, Florida họa sĩ và tác giả, Robert Eugene Otto.
Con búp bê ban đầu thuộc về Robert Eugene Otto, một nghệ sĩ được mô tả là "lập dị", thuộc về một gia đình Key West nổi tiếng. Con búp bê được sản xuất bởi Công ty Steiff của Đức, được mua bởi ông nội của Otto khi đang trong chuyến đi đến Đức vào năm 1904, và tặng cho Otto trẻ làm quà tặng sinh nhật. Bộ đồ thủy thủ của búp bê có khả năng là một bộ trang phục mà Otto mặc khi còn nhỏ.
Con búp bê vẫn được cất giữ trong nhà của gia đình Otto tại 534 Eaton Street ở Key West, Florida trong khi Otto học nghệ thuật ở New York và Paris. Otto kết hôn với Annette Parker tại Paris vào ngày 3 tháng 5 năm 1930. Hai người trở về nhà của gia đình Otto ở Key West để sống ở đó cho đến khi Otto qua đời năm 1974. Vợ ông qua đời hai năm sau đó. Sau cái chết của họ, ngôi nhà trên phố Eaton chứa búp bê đã được bán cho Myrtle Reuter, người sở hữu nó trong 20 năm cho đến khi tài sản được bán cho chủ sở hữu hiện tại, người vận hành nó như một nhà nghỉ.
Năm 1994, con búp bê được tặng cho Bảo tàng East Martello ở Key West, Florida, nơi cuối cùng nó trở thành một điểm thu hút khách du lịch. Nó được luân chuyển hàng năm đến Bưu điện cũ và Hải quan vào tháng 10.

## Truyền thuyết
Theo truyền thuyết, con búp bê có khả năng siêu nhiên cho phép nó di chuyển, thay đổi biểu cảm khuôn mặt và tạo ra những tiếng cười khúc khích. Một số phiên bản của truyền thuyết cho rằng một cô gái trẻ "gốc Bahamas" đã tặng búp bê Otto như một món quà hoặc "trả thù cho một hành động sai trái". Những câu chuyện khác cho rằng con búp bê di chuyển búp bê voodoo quanh phòng, và "nhận thức được những gì diễn ra xung quanh mình". Vẫn còn những truyền thuyết khác cho rằng con búp bê "biến mất" sau khi nhà Otto thay đổi quyền sở hữu một số lần sau khi chết, hoặc Otto trẻ tuổi đó đã kích hoạt sức mạnh siêu nhiên của con búp bê bằng cách đổ lỗi cho những rủi ro thời thơ ấu của mình đối với con búp bê. Theo văn hóa dân gian địa phương, con búp bê đã gây ra "tai nạn xe hơi, gãy xương, mất việc làm, ly dị và một số người bất hạnh khác", và khách tham quan bảo tàng được cho là gặp "bất hạnh sau chuyến thăm" vì "không tôn trọng Robert".